# Gottlieb Hering
Gottlieb Hering (2 juin 1887 - 9 octobre 1945) était un policier qui a participé aux actions d'euthanasie menées par les nazis et à l'extermination des Juifs d'Europe. Il fut le deuxième et dernier commandant du camp d'extermination de Belzec, dans le cadre de l'opération Reinhard. 
Gottlieb Hering est né en Allemagne le 2 juin 1887 à Warmbronn, commune de Leonberg située à environ 13 kilomètres à l'Ouest de Stuttgart dans l'actuel Land de Bade-Würtemberg.
Militaire (sergent) puis fonctionnaire de police (commissaire principal), il prit activement part au programme criminel nazi d’euthanasie des handicapés (Aktion T4).
Il fait également partie des organisateurs opérationnels et des exécutants directs de la Shoah, en tant que chef du camp d'extermination de Belzec, ('Lagerkommandant des Vernichtungslagers Belzec', (Aktion Reinhard), puis  du camp de concentration de San Sabba située près de Trieste (opération OZAK).
Lors de ces opérations, il a également fait procéder à la mise à mort de milliers de Tziganes et de Partisans.
Hering est décédé le 9 octobre 1945, dans des conditions mal éclaircies, alors qu'il se trouvait dans la salle d'attente du Katharinen-Hospitals de Stetten im Remstal, commune située à proximité de Stuttgart.

## Biographie - Les premières années
À la fin de sa scolarité, Hering trouve à s'employer comme travailleur agricole.
De 1907 à 1909, il effectue son service militaire au 20e régiment d'uhlans (de) d'Ulm.
Au terme de sa période de trois années, il se réengage à nouveau pour trois ans.
En 1912 Hering entre dans la police à Heilbronn, grande ville située sur le Neckar, au Nord du Bade-Wurtemberg, région frontalière de la France et de la Suisse sise au Sud-Ouest de l'Allemagne.
En 1914, il se marie. De cette union naîtra un garçon.

## Durant la Première Guerre mondiale
En 1915, âgé de 28 ans, Gottlieb Hering rejoint le 123e régiment de grenadiers (de). Il y sert au sein de la compagnie de mitrailleuses (Maschinengewehr-Kompanie).
Hering combat jusqu'en 1918 sur le front occidental, dans le nord de la France. Il obtient le grade de sergent. Il est en outre décoré de la Croix de Fer de première classe.

## Dans la police de la République de Weimar
À son retour à la vie civile, Hering reprend ses activités au sein de la police de Heilbronn.
À partir de 1919, il entame une carrière au sein de la police criminelle l'amenant en 1929 aux fonctions de commissaire principal (Kriminaloberkommissar (de)).
Membre de la SPD (Parti Social Démocrate) dès 1920, il participe à des actions énergiques à l'encontre du parti national-socialiste (NSDAP), ainsi que des SA et SS, organisations paramilitaires issues du parti nazi.
Cette activité lui vaudra d'être surnommé « bouffeur de nazis » (« Nazi-Fresser »).

## Les débuts dans l'appareil répressif nazi
Après l'arrivée d'Adolf Hitler au pouvoir (Machtergreifung) le 30 janvier 1933, la situation de Hering paraît pour le moins compromise. Les membres véhéments du NSDAP exigent en effet son renvoi des services de police.
Toutefois, Hering obtient le soutien décisif de son collègue et compatriote würtembourgeois Christian Wirth, comme lui ancien combattant de la Grande Guerre, par ailleurs membre du NSDAP mais avec qui il entretenait des relations professionnelles depuis 1912.
Wirth s'opposa ainsi aux furieuses protestations des SA et des SS locaux qui réclamait l'expulsion de Hering de la police.
Cette intervention de Christian Wirth au profit de Hering fut décisive, puisqu'elle permit à ce dernier de demeurer au sein de la police. Il s'ensuivra un lien indéfectible, aux lourdes conséquences.
En mai 1933, Hering est membre de la NSDAP.
En 1934, il devient chef de la Kriminalpolizei Göppingen (police criminelle Göppingen) .
En 1939, il change de lieu d'affectation et se retrouve à Stuttgart-Schwenningen.

## La participation à l'Aktion T4
En 1939, dans le cadre de l'examen d'aptitude à l'entrée dans la SS, 'Tauglichkeitsprüfung für die SS-Mitgliedschaft', Hering est déclaré inapte à servir en son sein. Il est affecté à l'Aktion T4 en septembre 1940 où il est officiellement employé d'état-civil dans l'institut d'euthanasie de Pirna-Sonnenstein. En réalité son rôle est de falsifier les actes de décès des victimes assassinées. Il officie ensuite aux instituts d'euthanasie de Bernburg et d'Hadamar où il organise la crémation des cadavres.
À la suite des protestations émanant notamment des Églises allemandes, l'opération sera officiellement suspendue par Adolf Hitler lui-même. Elle sera néanmoins secrètement poursuivie, par le biais de privations alimentaires ou de surdosages médicamenteux.

## L'Aktion Reinhard: Hering, commandant ducamp d'extermination de Bełżec
Un très grand nombre des participants à l'Aktion T4 furent reversés dans l'Aktion Reinhard, opération au terme de laquelle devait être anéantis les Juifs et les Tsiganes du Gouvernement Général, partie résiduelle de la Pologne démembrée en 1939 et occupée en l'occurrence par les Allemands avec pour Gouverneur Hans Frank
Dans le cadre de l'Aktion Reinhard (ainsi désignée en référence à Reinhard Heydrich, chef redouté du RSHA et qui venait d'être exécuté à Prague par des partisans tchèques) fut édifié le camp d'extermination de Belzec, ainsi que ceux de Sobibor et Treblinka.
Poursuivant sa carrière, Hering succède à son collègue Wirth comme commandant du camp d'extermination de Belzec, qu'il dirigera de la fin août 1942 à juin 1943, date à laquelle le camp cessera ses activités meurtrières. Il est dans la foulée nommé commandant du Camp de concentration de Poniatowa.
En 1943, et à l'instigation d'Odilo Globocnik (officier général de la SS, SSPF de Lublin et responsable en titre de l'organisation opérationnelle de l'Aktion Reinhard) Hering est nommé directement officier SS, au grade de SS-Hauptsturmführer (capitaine SS); et ce, bien qu'il n'ait jamais pu auparavant devenir membre de la SS.

## Hering sur la côteadriatiquedans le cadre de l'OZAK(Operationszone Adriatisches Küstenland)
Vers la fin de l'année 1943, alors que l'Aktion Reinhard avait pris fin, Hering est envoyé à Trieste, sur la côte adriatique.
Il y retrouve la plupart des personnels de l'opération Reinhard, cette dernière ayant elle-même regroupé un grand nombre des anciens membres de l'Aktion T4.
Hering se retrouve sous l'autorité de Christian Wirth, lequel est placé sous les ordres d'Odilo Globocnik, né à Trieste à l'époque (1904) où cette dernière faisait partie de l'Empire austro-hongrois dont elle constituait le débouché méditerranéen.
En cette fin 1943, Odilo Globocnik a le titre d'Inspektor der Sonderabteilung Einsatz R (de) des SS- und Polizeiapparats in der Operationszone Adriatisches Küstenland, autrement dit d'inspecteur de la section spéciale de la SS et de la Police dans la zone d'opération de la cote adriatique.
La Sonderabteilung comprend 3 unités (Einheiten) : l'Einheit R I à Trieste, l'Einheit R II à Fiume et l'Einheit R III à Udine. Le 'R' ici encore renvoie au prénom de Heydrich.
Second de Wirth, Hering est responsable de l'Einheit R I à Trieste. Comme chacune des autres unités dans leurs ressorts géographiques respectifs, l'Einheit R I se voit confier pour mission l'extermination des Juifs, la confiscation de leurs biens et le combat contre les partisans.
Au décès de Wirth en mai 1944, tué en voiture décapotable par des partisans qui ne seront pas identifiés, Hering dirige brièvement la Sonderabteilung jusqu'en juillet 1944.
À compter de cette date, Dietrich Allers (de) prend la relève de Wirth; Hering retourne alors à Trieste reprendre le commandement de l'Einheit R I, à la tête duquel Josef Oberhauser avait entretemps assuré l'intérim.
En tant que Kommandeur der Einheit R I, Hering exerce aussi le commandement du camp de concentration Risiera di San Sabba, sis dans un faubourg de Trieste.
Dans ce Konzentrationslager, antérieurement meunerie dédiée au riz, sont mis à mort près de 5 000 prisonniers juifs et partisans.
Le 11 avril 1945, Hering se marie en secondes noces avec Helene Riegraf, membre du BDM-Mädel (Bund Deutscher Mädel, branche féminine des Jeunesses hitlériennes (HJ ou Hitlerjugend), qu'il avait connue à Hadamar et qu'il avait emmenée avec lui à Trieste.

## Fin de la guerre
À la fin avril 1945, alors que le dénouement de la guerre approche, l'ensemble des unités de la Sonderabteilung Einsatz R (de) quitte l'Italie du Nord. Hering rejoint alors l'Allemagne. Il décède le 9 octobre 1945 à l'hôpital Sainte-Catherine de Stetten im Remstal, dans des circonstances non élucidées.

## Témoignages
« Hering et Wirth étaient vraiment méchants et tout le personnel du camp avait peur d'eux... J'ai su que Hering avait abattu deux gardes ukrainiens qui exprimaient leur mécontentement sur ce qui se passait dans le camp »

— Témoignage d'un membre du personnel SS du camp

« Il n'était que rarement présent au camp et n'y venait que lors d'événements particuliers... Un jour, le moteur destiné aux gazages cessa de fonctionner. Lorsqu'il en fut informé, il arriva à cheval, ordonna que le moteur soit réparé et n'autorisa pas que les victimes enfermées dans la chambre à gaz puissent en sortir. Il les a laissé s'asphyxier et mourir lentement pendant plusieurs heures. Il hurlait et s'agitait avec rage. »

— Témoignage d'un déporté survivant, 

« Une fois, le major, le commandant du camp de la mort de Belzec, inventa un nouveau type de distraction : il attacha avec une corde un Juif à sa voiture et le força à courir derrière le véhicule, lâchant son chien qui mordait le Juif »

— Témoignage d'un habitant polonais du village de Belzec